# Ferry Weertman
Ferry Weertman (Naarden, 27 de junio de 1992) es un deportista neerlandés que compite en natación, en la modalidad de aguas abiertas.  Está casado con la nadadora Ranomi Kromowidjojo.
Participó en dos Juegos Olímpicos de Verano, obteniendo una medalla de oro en Río de Janeiro 2016 y el séptimo lugar en Tokio 2020.
Ganó tres medallas en el Campeonato Mundial de Natación, en los años 2015 y 2017, y cinco medallas en el Campeonato Europeo de Natación entre los años 2014 y 2018.

## Palmarés internacional
| Juegos Olímpicos   | Juegos Olímpicos        | Juegos Olímpicos | Juegos Olímpicos |
| Año                | Lugar                   | Medalla          | Prueba           |
| ------------------ | ----------------------- | ---------------- | ---------------- |
| 2016               | Río de Janeiro (Brasil) | Medalla de oro   | 10 km            |
| Campeonato Mundial |                         |                  |                  |
| Año                | Lugar                   | Medalla          | Prueba           |
| 2015               | Kazán (Rusia)           | Medalla de plata | 10 km            |
| 2015               | Kazán (Rusia)           | Medalla de plata | Equipo mixto     |
| 2017               | Budapest (Hungría)      | Medalla de oro   | 10 km            |
| Campeonato Europeo |                         |                  |                  |
| Año                | Lugar                   | Medalla          | Prueba           |
| 2014               | Berlín (Alemania)       | Medalla de oro   | 10 km            |
| 2014               | Berlín (Alemania)       | Medalla de oro   | Equipo mixto     |
| 2016               | Hoorn (Países Bajos)    | Medalla de oro   | 10 km            |
| 2018               | Glasgow (Reino Unido)   | Medalla de oro   | 10 km            |
| 2018               | Glasgow (Reino Unido)   | Medalla de oro   | Equipo mixto     |